# Oppenberg (Gemeinde Rottenmann)
Oppenberg ist eine ehemalige Gemeinde mit 240 Einwohnern (Stand: 1. Jänner 2021) in der Steiermark im Gerichtsbezirk bzw. Bezirk Liezen. Im Rahmen der steiermärkischen Gemeindestrukturreform wurde sie mit Beginn des Jahres 2015 mit der Gemeinde Rottenmann zusammengeschlossen, die neue Gemeinde führt den Namen Stadtgemeinde Rottenmann weiter. Grundlage dafür ist das Steiermärkische Gemeindestrukturreformgesetz – StGsrG.

## Geografie
Oppenberg liegt mit zwei Seitentälern auf etwa 1000 Meter Seehöhe im  Bezirk Liezen im österreichischen Bundesland Steiermark. Umgebende Berge sind der Blosen, Hochgrössen und der Schüttkogel.
Im ehemaligen Gemeindegebiet von Oppenberg entspringt die Gulling, welche das Gullingtal durchfließt und dann nördlich von Aigen im Ennstal in die Enns mündet.
Die Gemeinde bestand aus der einzigen Katastralgemeinde Oppenberg.

## Geschichte
Im Mittelalter wurde hier Gold-, Silber- und Kupferbergbau betrieben. Seit 1463 hatte das Augustinerchorherrenstift Rottenmann das Bergregal für alle Bergfunde dieser Gegend.
Die Kirche „Maria Geburt“ mit dem berühmten anonymen Operationsgemälde aus dem 18. Jahrhundert stammt aus dem 12. Jahrhundert.
Die Aufhebung der Grundherrschaften erfolgte 1848. Die Ortsgemeinde als autonome Körperschaft entstand 1850. Nach der Annexion Österreichs 1938 kam die Gemeinde zum Reichsgau Steiermark, 1945 bis 1955 war sie Teil der britischen Besatzungszone in Österreich.

## Kultur und Sehenswürdigkeiten
Siehe auch: Liste der denkmalgeschützten Objekte in Rottenmann
- Wallfahrtskirche Pfarrkirche Oppenberg Mariä Geburt aus dem 12. Jahrhundert mit dem Dreikönigsschrein (Krippenschrein) von Erasmus Grasser aus dem Jahr 1480.
- Kalvarienberg
- Jagdgut „in der Strechen“, ehemals von Max von Gutmann erbaut, heute im Eigentum der Flick Privatstiftung.

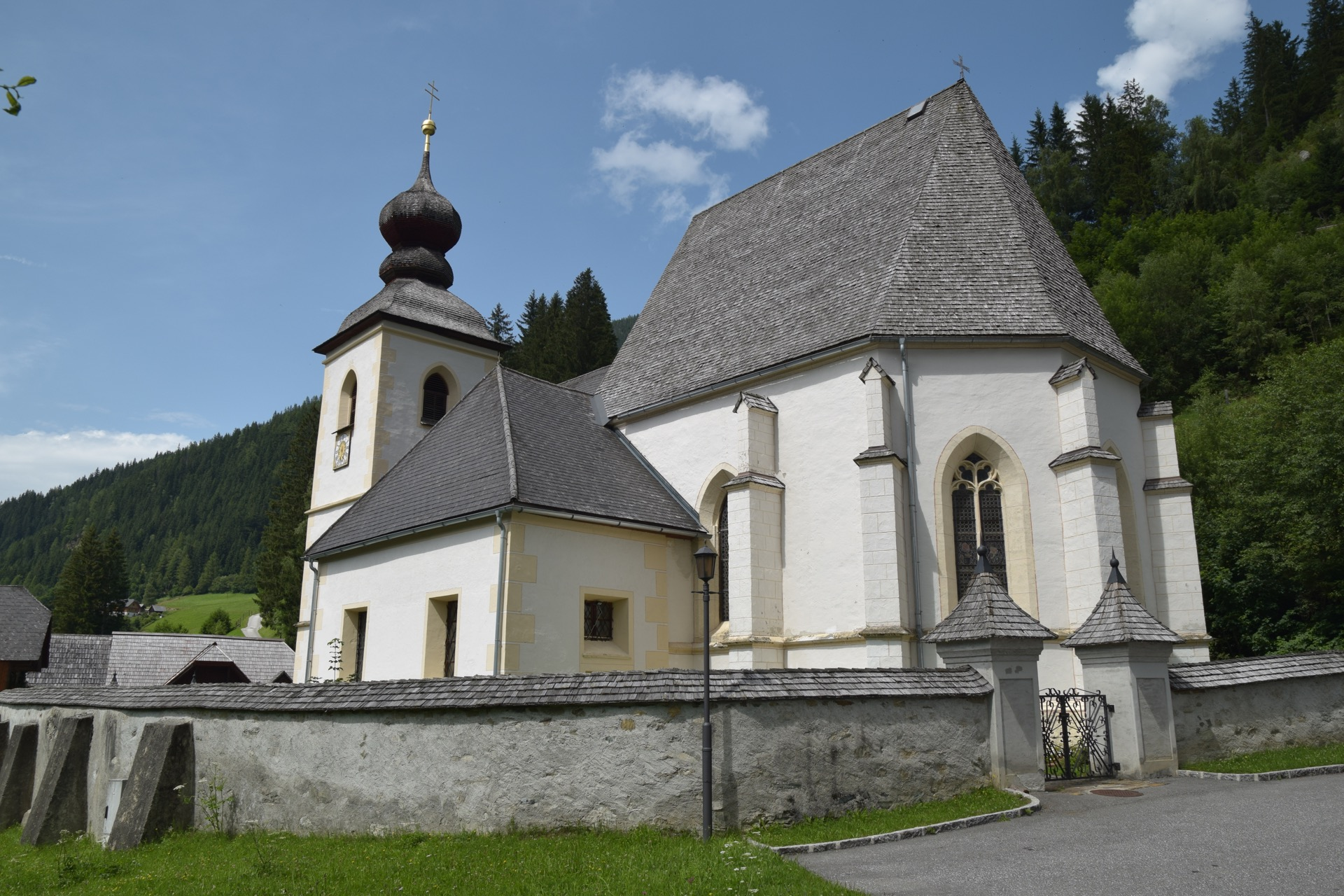
Pfarrkirche Oppenberg
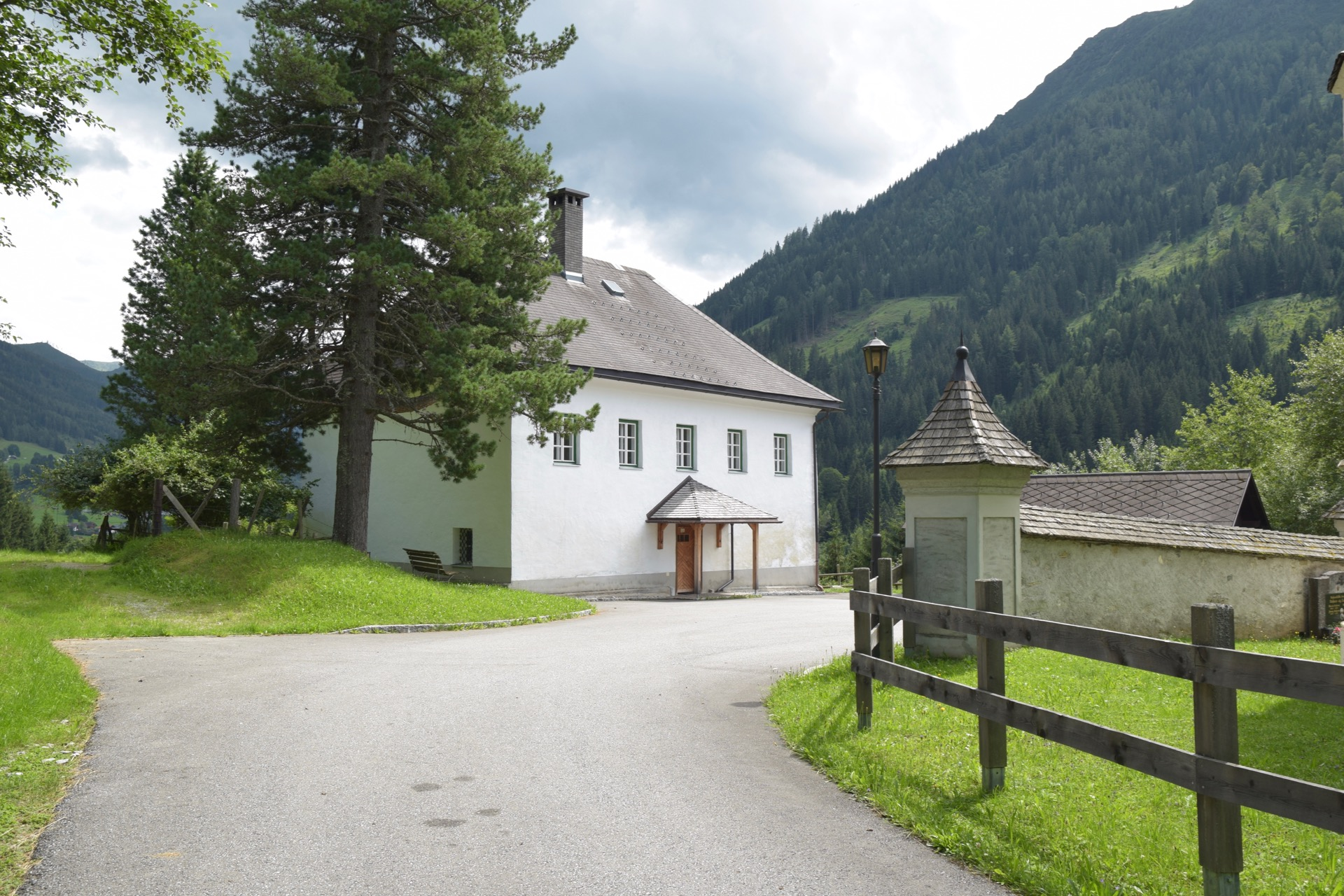
Pfarrhof (Oppenberg 46)
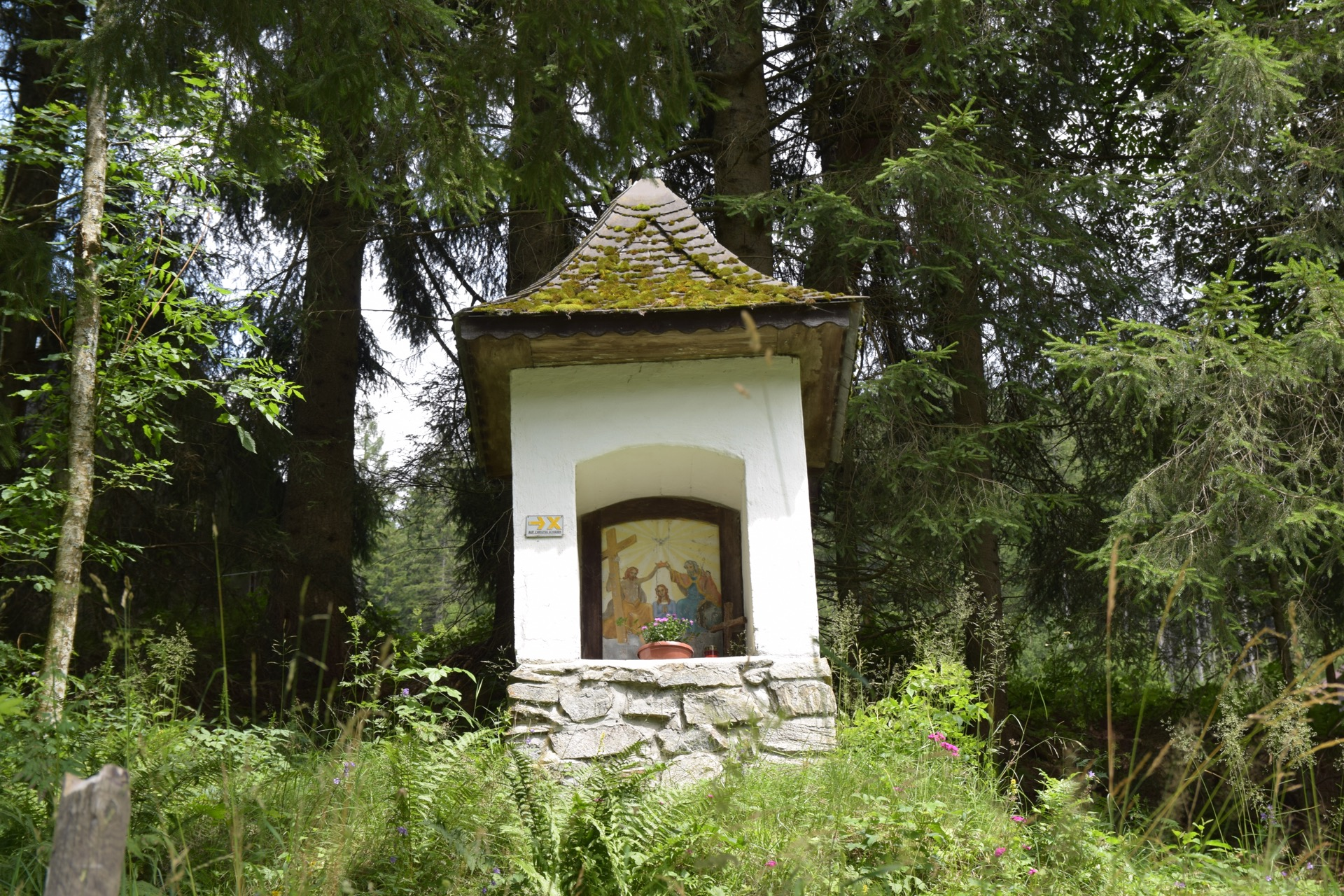
6. Bildstock des Prozessionsweges Oppenberg

## Politik
Letzter Bürgermeister war Franz Schrattenthaler (OVL). Der Gemeinderat setzte sich zuletzt (nach den Wahlen von 2010) wie folgt zusammen:
6 Oppenberger Volksliste, 2 ÖVP, 1 SPÖ

### Wappen
Die Verleihung des Gemeindewappens erfolgte mit Wirkung vom 1. August 1994.

Wappenbeschreibung:
„In Blau ein zwölfstrahliger facettierter goldener Stern mit drei verlängerten Strahlen, umgeben von drei (1:2) auswärts gekehrten goldenen Laubkronen.“

## Persönlichkeiten

### Ehrenbürger
- 1985 Josef Krainer (1930–2016), Landeshauptmann